# Death Destruction (гурт)
Death Destruction — шведський музичний метал-гурт, заснований у 2004 році як сайд-проект двома учасниками Evergrey: Юнасом Екдалем та Генріком Дангаге.

## Склад гурту
- Тоні Єленкович — вокал (з 2012)
- Генрік Дангаге — гітара (з 2004)
- Юнас Екдаль — ударні (з 2004)
- Фредрік Ларссон — бас-гітара (з 2006)

Колишні музиканти
- Рікард Сандер — вокал (2004-2006)
- Джиммі Стрімелль — вокал (2006-2012)

## Дискографія
| Альбом            | Рік  | Формат  | Лейбл                    |
| ----------------- | ---- | ------- | ------------------------ |
| Demo              | 2004 | Демо    |                          |
| Fuck Yeah         | 2011 | Live EP | Sony Music Entertainment |
| Death Destruction | 2011 | Альбом  | Sony Music Sweden        |
| II                | 2014 | Альбом  | Rambo Music              |